# Josep Alcoverro i Amorós
Josep Alcoverro i Amorós (Tivenys (Baix Ebre), 1835 - Madrid, 9 de desembre de 1908) va ser un escultor català establert a Madrid, on va realitzar la major part de la seva obra.
Format a l'Escola Superior de Pintura i Escultura i al taller de l'escultor valencià Josep Piquer i Duart, a Madrid.
Va realitzar nombroses exposicions a Madrid, obtenint medalles a diverses exposicions Nacionals de Belles Arts. Va aconseguir la Segona Medalla a l'Exposició Universal de París (1889) i la Medalla Única a l'Exposició Universal de Chicago (1893).
És molt comú fixar com a data de defunció l'any 1910 (consta a moltes enciclopèdies espanyoles) sent el correcte l'any 1908, un any abans que Agustí Querol. A Tortosa El Restaurador va publicar la notícia el dia 11 de desembre de 1908 un dia després que molts diaris de Madrid.

## Obres

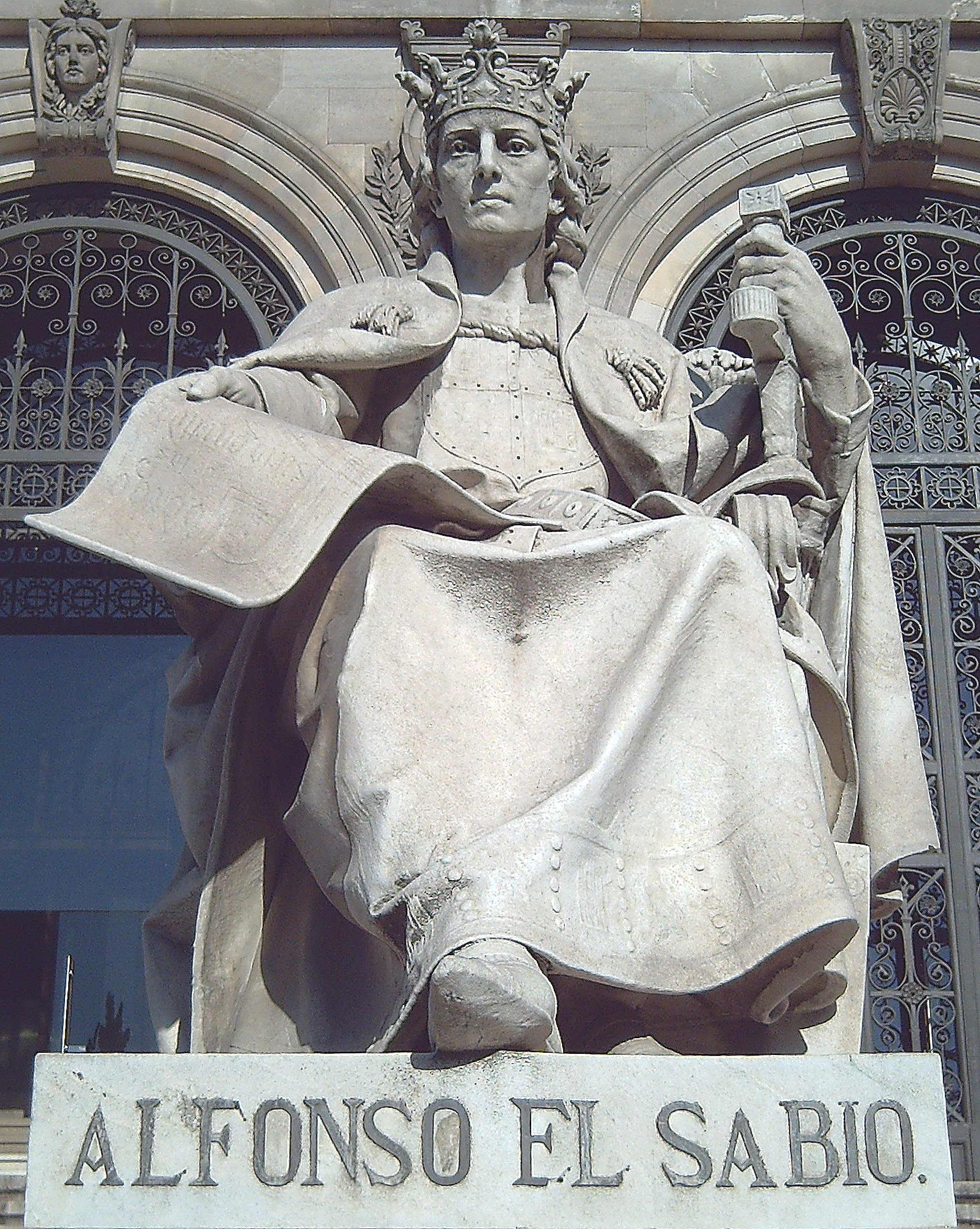
Alfons X el Savi per J. Alcoverro a la Biblioteca Nacional d'Espanya

- 1867 – Ismael desmaiat de set en el desert. Reial Acadèmia de Belles Arts de Sant Carles a València.
- 1871 – Bust de Rossini.
- 1884 – Jeremies.
- 1889 – Estàtua de bronze del Pare Piquer (Madrid). Inaug. l'any 1892
- 1892 – Per a la Biblioteca Nacional d'Espanya a Madrid:
  - Monument a Sant Isidor
  - Monument a Alonso Berruguete
  - Monument a Alfons X el Savi
- 1896 – En la baralla. Museu de Belles Arts de Huelva (dipòsit del Museu del Prado)
- 1899 – Per a la façana del Palau de Foment (Madrid):
  - Cariàtides: al·legories de la indústria i l'agricultura i de les arts, a la portalada d'entrada.
  - Estàtua de Antonio de Ulloa.
  - Estàtua de Jaume Balmes.
- 1902 – Monument a Agustín Argüelles. Madrid
- 1904 – L'Economia i El Càlcul per a la façana del Banco Central Hispano de Madrid
- 1907 – L'Agricultura, en el Monument a Alfons XII situat al Parc del Retiro de Madrid